# Jakubsonia livnensis
La jakubsonia (Jakubsonia livnensis) è un tetrapode basale estinto. Visse nel Devoniano superiore (circa 370 milioni di anni fa) e i suoi resti fossili sono stati ritrovati in Russia.

## Descrizione
Questo animale è noto solo per fossili molto incompleti, comprendenti un frammento interorbitale del tetto cranico e altri elementi associati come parte della mandibola, un cleitro e la parte distale del femore. Anche un frammento della parte posteriore del tetto cranico potrebbe appartenere a questo animale. I fossili sono molto frammentari e non permettono di ricostruirne l'aspetto, ma dal raffronto con i fossili di animali meglio conosciuti come Acanthostega si suppone che Jakubsonia fosse già dotato di quattro zampe vere e proprie, anche se queste non dovevano consentire all'animale di compiere lunghi spostamenti al di fuori dall'acqua. Le somiglianze più strette si riscontrano con un altro tetrapode devoniano, Ventastega.

## Scoperta e classificazione
Jakubsonia livnensis venne descritto per la prima volta nel 2004, sulla base di resti fossili ritrovati nel 1999 nella regione di Oryl, in Russia, in terreni del Famenniano inferiore. I fossili, benché frammentari, hanno permesso di riconoscere Jakubsonia come un tetrapode basale, ma non è chiaro se questo animale fosse vicino all'origine dei tetrapodi post-devoniani o fosse un ramo evolutivo senza sbocco.

## Paleoecologia
I fossili di Jakubsonia sono stati ritrovati in sedimenti di origine deltizia o costiera. La notevole usura presente su alcune delle ossa fossili indicherebbe un significativo trasporto del materiale avvenuto post mortem. Oltre ai fossili di Jakubsonia, nello stesso luogo sono stati ritrovati numerosi vertebrati come placodermi antiarchi (Bothriolepis e forse Remigolepis), acantodi (Devononchus), dipnoi (Conchodus, Holodipterus e Dipterus) e altri pesci dalle pinne lobate (Holoptychius, Megapomus e Glyptopomus).